# Dividing Opinions
Dividing Opinions è il terzo album dei Giardini di Mirò pubblicato dalla Homesleep Music.

## Il disco
Tutte le canzoni sono scritte, mixate e prodotte dai Giardini di Mirò tra il dicembre 2005 e il novembre del 2006 al Bunker Studio in Rubiera (Reggio Emilia) e all'Alpha Dept Studio in Castelmaggiore (Bologna).

## Tracce
1. Dividing Opinions (2.07)
2. Cold Perfection (5.02)
3. Embers (4.28)
4. July's Stripes (4.35)
5. Spectral Woman (4.04)
6. Broken by (5.50)
7. Clairvoyance (4.09)
8. Self Help (3.59)
9. Petit Treason (8.31)

## Formazione
- Jukka Reverberi
- Corrado Nuccini
- Luca Di Mira
- Mirko Venturelli
- Francesco Donadello
- Emanuele Reverberi

## Ospiti
- Jonathan Clancy
- Apparat/Sasha Ring
- Filippo Chieli
- Kaye Brewster
- Christy Brewster
- Cyne (Speck & Enoch)
- Glenn Johnson